# Oliver Reck
Oliver "Oli" Reck (Frankfurt am Main, 27 februari 1965) is een Duits voormalig voetballer en huidig voetbaltrainer.

## Voetballer
In zijn spelerscarrière was Oli Reck een doelman. Hij heeft onder andere het doel van Werder Bremen en Schalke 04 verdedigd.

## Trainer
Reck werd eind december 2013 interimhoofdtrainer van Fortuna Düsseldorf, omdat de oefenmeester Lorenz-Günther Köstner ziek werd. Köstner stopte definitief aan het einde van het seizoen wegens de uitstekende resultaten die Fortuna Düsseldorf onder Reck behaalde. Reck kreeg hierop een vernieuwd contract als hoofdtrainer.
In het seizoen 2014-2015 had Fortuna Düsseldorf ambitie om terug te promoveren naar de Bundesliga. Ondanks een goed begin zakte Fortuna weg naar de middenmoot en verloor het aansluiting met de top 3. Op zondag 24 februari verloor Düsseldorf met 1-3 thuis tegen 1. FC Nürnberg met zwak voetbal. De dag erna werd Reck ontslagen. Zijn opvolger was Taskin Aksoy. In januari 2016 ging hij Kickers Offenbach trainen.

## Erelijst
Werder Bremen
- Europacup II

1992
- Bundesliga

1988, 1993
1 Köpke ·
2 Reuter ·
3 Bode ·
4 Freund ·
5 Helmer ·
6 Sammer ·
7 Möller ·
8 Scholl ·
9 Bobic ·
10 Häßler ·
11 Kuntz ·
12 Kahn ·
13 Basler ·
14 Babbel ·
15 Kohler ·
16 Schneider ·
17 Ziege ·
18 Klinsmann  ·
19 Strunz ·
20 Bierhoff ·
21 Eilts ·
22 Reck ·
23 Todt ·
Coach: Vogts